# Carola Häggkvist
Carola Häggkvist, művésznevén Carola (Svédország, Stockholm, Hägersten, 1966. szeptember 8. –) svéd énekesnő. Legismertebb számai: Främling, Fångad av en stormvind, Tokyo, I Believe In Love. Gyermekkorát Norsborgban töltötte. Jelenleg Saltsjöbadenben él fiával, Amadeus-szal (született 1998-ban Runar Sögaardtól.)

## Pályafutása
Az énekesnő még gimnazistaként, 16 éves korában tűnt fel az 1983-as Eurovíziós Dalversenyen, ahol Främling című dalával harmadik helyezést ért el. A televíziós sikert egy országos nyári turné követte a skandináv ország népparkjaiban. Így Carola egy csapásra népszerűvé vált Svédországban.
1990-ben ismét elindult a svéd nemzeti válogatón, de nem sikerült győznie. Egy évvel később újból próbálkozott: Fångad av en stormvind című dalával a svéd nemzeti döntő után a nemzetközi versenyen is győzelmet aratott.
Tizenöt évvel később nagy meglepetésre ismét elindult a svéd válogatón, és Invincible című dalával nyert is, majd ötödik helyen végzett a 2006-os Eurovíziós Dalfesztiválon. 2008-ban újból próbálkozott, ezúttal Andreas Johnsonnal oldalán, de nem jutottak be a svéd válogató döntőjébe.
2021-ben ő közvetítette a svéd szakmai zsűri szavazatait az Eurovíziós Dalfesztiválon.

## Diszkográfia

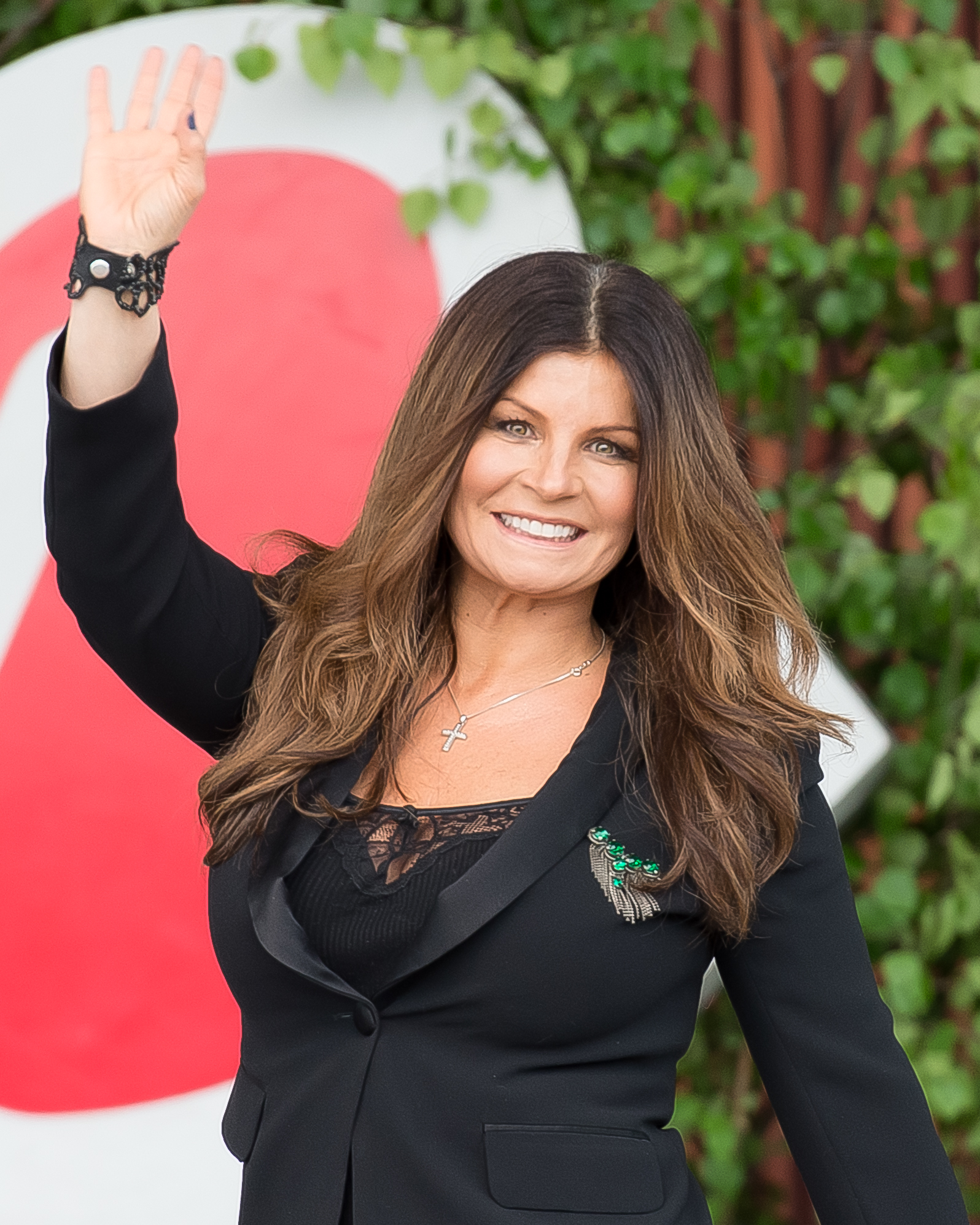
Carola Häggkvist (Stockholm, 2015)

### Albumok
- 1983 – Standby with Carola Häggkvist
- 1983 – Främling
- 1983 – Julefrid med Carola
- 1984 – Steg för steg
- 1984 – På egna ben
- 1985 – Happy days
- 1986 – Runaway
- 1987 – Carola & Per-Erik i Rättviks kyrka
- 1990 – Much more
- 1991 – Hits
- 1991 – Jul
- 1993 – My tribute
- 1994 – Personligt
- 1995 – The sound of music
- 1996 – Hits vol. 2
- 1997 – Det bästa av Carola
- 1998 – Blott en dag
- 1999 – Jul i Betlehem
- 2001 – Sov på min arm
- 2001 – My show
- 2003 – Guld platina & passion – Det bästa med Carola (2CD)
- 2003 – Guld platina & passion – Det mesta med Carola (4CD)
- 2003 – Jul i Betlehem – Jubileumsutgåvan (2CD)
- 2004 – Credo
- 2004 – 18 bästa
- 2005 – Störst av allt
- 2006 – Från nu till evighet
- 2006 – Från nu till evighet + 18 bästa (2CD)
- 2007 – I denna natt blir världen ny – Jul i Betlehem II
- 2009 – Christmas in Bethlehem
- 2011 – Elvis Barbra och Jag

### Kislemezek
- 1983 – Främling / Liv
- 1983 – Love isn't love / Främling
- 1983 – Hunger / Ännu en dag
- 1984 – Tommy loves me / I think I like it
- 1984 – Carola så in i Norden
- 1984 – Fushigi na hitomi (Don't tell me what to do) / Rendez-vous
- 1986 – The runaway / So far so good
- 1986 – Brand new heart / Spread your wings (for your love)
- 1987 – Gospel train / Vilken värld det ska bli
- 1987 – You've got a friend / Step by Step
- 1990 – Mitt i ett äventyr / All the reasons to live
- 1990 – The girl who had everything / One more chance
- 1990 – I'll live
- 1990 – Every beat of my heart / Best shot
- 1991 – Fångad av en stormvind / Captured by a lovestorm
- 1991 – Stop tellin' me lies
- 1992 – All the reasons to live / The innocence is gone
- 1993 – Mixade minnen
- 1994 – Det kommer dagar / Flickan från igår
- 1994 – Guld i dina ögon / Regnet som faller
- 1995 – Sanningen / Var finns den kärlek
- 1995 – Sanna vänner / Förlåt mig
- 1996 – Believe
- 1997 – Just the way you are
- 2002 – I believe in love
- 2006 – Evighet

### Promók
- 2001 – The light
- 2003 – När löven faller
- 2003 – Walk a mile in my shoes
- 2005 – Genom allt
- 2006 – Stanna eller gå